# Die Klute
Die Klute ist ein internationales Musikprojekt, das Ende des Jahres 2018 gegründet wurde. Mitglieder sind Jürgen Engler (Die Krupps), Dino Cazares (Fear Factory) und Claus Larsen (Leather Strip). Das Projekt wird daher auch als erste „Industrial-Supergroup“ beworben.

## Geschichte
Die Klute gründete sich im November 2018. Am 16. Januar 2019 erfolgte die Veröffentlichung des ersten Musikvideos It’s All in Vain. Die Veröffentlichung des zugehörigen Debütalbums Planet Fear über Cleopatra Records erfolgte am 1. Februar. Das Album stellt zugleich den offiziellen Soundtrack für den 2019 anlaufenden Horrorfilm Devil’s Revenge dar, in dem William Shatner in einer Hauptrolle mitwirken wird.

## Diskografie
- 2019: Planet Fear (LP/CD; Cleopatra Records)

## Musikvideos
- 2019: It’s All in Vain (Regie: Vincente Cordero)